# Archigny
Archigny és un municipi francès situat al departament de la Viena i a la regió de la Nova Aquitània. L'any 2007 tenia 1.025 habitants.

## Demografia

### Població
El 2007 la població de fet d'Archigny era de 1.025 persones. Hi havia 434 famílies de les quals 128 eren unipersonals (56 homes vivint sols i 72 dones vivint soles), 131 parelles sense fills, 143 parelles amb fills i 32 famílies monoparentals amb fills.
La població ha evolucionat segons el següent gràfic:
Habitants censats

### Habitatges
El 2007 hi havia 526 habitatges, 449 eren l'habitatge principal de la família, 32 eren segones residències i 45 estaven desocupats. 498 eren cases i 26 eren apartaments. Dels 449 habitatges principals, 338 estaven ocupats pels seus propietaris, 103 estaven llogats i ocupats pels llogaters i 9 estaven cedits a títol gratuït; 21 tenien una cambra, 31 en tenien dues, 80 en tenien tres, 116 en tenien quatre i 201 en tenien cinc o més. 357 habitatges disposaven pel capbaix d'una plaça de pàrquing. A 197 habitatges hi havia un automòbil i a 203 n'hi havia dos o més.

### Piràmide de població
La piràmide de població per edats i sexe el 2009 era:
| Homes | Edats   | Dones |
| ----- | ------- | ----- |
| 0     | 95 o +  | 0     |
| 16    | 90 a 94 | 8     |
| 20    | 85 a 89 | 20    |
| 4     | 80 a 84 | 16    |
| 32    | 75 a 79 | 28    |
| 36    | 70 a 74 | 28    |
| 40    | 65 a 69 | 52    |
| 28    | 60 a 64 | 28    |
| 20    | 55 a 59 | 32    |
| 32    | 50 a 54 | 8     |
| 12    | 45 a 49 | 24    |
| 44    | 40 a 44 | 12    |
| 48    | 35 a 39 | 44    |
| 20    | 30 a 34 | 32    |
| 12    | 25 a 29 | 28    |
| 4     | 20 a 24 | 8     |
| 8     | 15 a 19 | 24    |
| 32    | 10 a 14 | 36    |
| 40    | 5 a 9   | 8     |
| 32    | 0 a 4   | 36    |

## Economia
El 2007 la població en edat de treballar era de 597 persones, 445 eren actives i 152 eren inactives. De les 445 persones actives 417 estaven ocupades (225 homes i 192 dones) i 28 estaven aturades (15 homes i 13 dones). De les 152 persones inactives 62 estaven jubilades, 31 estaven estudiant i 59 estaven classificades com a «altres inactius».

### Ingressos
El 2009 a Archigny hi havia 462 unitats fiscals que integraven 1.042,5 persones, la mediana anual d'ingressos fiscals per persona era de 15.336 €.

### Activitats econòmiques
Dels 32 establiments que hi havia el 2007, 1 era d'una empresa extractiva, 1 d'una empresa alimentària, 1 d'una empresa de fabricació d'altres productes industrials, 4 d'empreses de construcció, 11 d'empreses de comerç i reparació d'automòbils, 2 d'empreses de transport, 2 d'empreses d'hostatgeria i restauració, 1 d'una empresa financera, 1 d'una empresa immobiliària, 3 d'empreses de serveis, 1 d'una entitat de l'administració pública i 4 d'empreses classificades com a «altres activitats de serveis».
Dels 10 establiments de servei als particulars que hi havia el 2009, 1 era una oficina de correu, 1 una oficina bancària, 1 paleta, 1 guixaire pintor, 1 fusteria, 3 perruqueries i 2 restaurants.
Dels 2 establiments comercials que hi havia el 2009, 1 era una botiga de menys de 120 m² i 1 una fleca.
L'any 2000 a Archigny hi havia 68 explotacions agrícoles que ocupaven un total de 4.905 hectàrees.

## Equipaments sanitaris i escolars
L'únic equipament sanitari que hi havia el 2009 era una farmàcia.
El 2009 hi havia 1 escola maternal i 1 escola elemental.

## Poblacions més properes
El següent diagrama mostra les poblacions més properes.